# 이이 (동오)
이이(李異, ? ~ ?)는 중국 후한 말기, 삼국 시대 오나라의 무장이다.

## 행적
219년 육손(陸遜)의 지휘 하에 사정(謝旌)과 함께 형주를 공격해 첨안 등을 물리치고 진봉을 사로잡았다. 
221년 유비(劉備)의 지휘 아래 다시 반격해 형주로 쳐들어온 유비의 부하 풍습(馮習)과 오반(吳班)에게 대패했다. 222년 이릉 대전에서 육손이 유비를 대파하자 유아와 함께 남산까지 이를 추격했다.

## 삼국지연의의 묘사
《삼국지연의》에는 손환(孫桓) 수하의 금도금을 한 도끼를 쓰는 무장으로 등장하며 유비가 형주로 바싹 쳐들어오자 의도에서 이를 요격한다. 사정, 담웅(譚雄)과 함께 촉나라의 장수 관흥(關興)과 장포(張苞)와 20합을 겨루며 싸우다가 담웅이 쏜 화살에 장포의 말을 쏴 장포가 낙마하자 이를 죽이려다가 오히려 관흥에게 일격을 당해 죽었다.